# 創彩少女庭園
創彩少女庭園（そうさいしょうじょていえん）は、コトブキヤが制作するプラモデルのシリーズである。

## 概要
コトブキヤのフレームアームズ・ガールズ、メガミデバイスに続く第三の美少女プラモデルシリーズである。コラボも多く行っており、自社制作のフレームアームズ、フレームアームズ・ガールズ、ヘキサギア、エヴォロイド、アルカナディア、無限邂逅メガロマリア、モデリングサポートグッズとも相性がよくまたトミーテックのリトルアーモリーからは専用のタクティカルグローブが販売されている。

## 特徴
女子高生の日常をテーマとしており着せ替え人形の様にフェイスパーツやボディパーツ、ハンドパーツなどを差し替えることで様々なキャラクターに仕上げることができる。キャラクター設定としてはそのまま日常を送るのも、校内活動の一環として非日常的な設定を持たせるのも自由である。
プロジェクト開始直後からメディアミックスを想定して展開しており、漫画の他、ラジオやドラマCDなどの音声作品も制作されている。

## キャラクター
声の項はメディアミックスにおける声優。
結城まどか（ゆうきまどか）（声：若松来海）
桃桜高校1年A組出席番号37番。誕生日は1月15日。星座はやぎ座。血液型はO型。将来の夢がわからない悩める少女。天真爛漫な性格で友達からはかわいがられている。将来の夢を見つけるべく楽しそうと首を突っ込むこともしばしばでトラブルに発展することも。
小鳥遊暦（たかなしこよみ）（声：大和田仁美）
令法高校1年C組出席番号20番。誕生日は10月16日。星座はてんびん座。血液型はA型。まじめで几帳面な性格で教師からも信頼されている委員長タイプの少女。曲がったことが嫌いで正義感が強いが想定外のことが起きると固まる。あがり症で自分に自信が持てないでいる。
佐伯リツカ（さえきりつか）（声：黒木ほの香）
聖アイリス女学園高等部1年B組出席番号11番。誕生日は8月14日。星座はしし座。血液型はB型。両親や兄に甘やかされて育ったお嬢様であるがポジティブな性格でどんなことにも挑戦する。手先が器用。
小石川エマ（こいしかわえま）（声：長江里加）
聖アイリス女学園高等部2年A組出席番号12番。誕生日は12月9日。星座はいて座。血液型はAB型。気分屋で自信過剰、対人関係が苦手。アニメ、ゲーム、特撮が大好き。将来の夢はイラストレーター。無限邂逅メガロマリアの大ファン。
一条星羅（いちじょうせいら）（声：前田佳織里）
令法高校2年B組出席番号3番。誕生日は7月21日。星座はかに座。血液型はA型。頑張る人を応援するのが大好きなギャル。正義感が強く面倒見がよいが怒ると怖い。スタイリストになるのが夢。瑠衣とは幼馴染。
早乙女瑠衣（さおとめるい）（声：久保田未夢）
桃桜高校2年C組出席番号10番。誕生日は9月19日。星座はおとめ座。血液型はB型。男っぽい見た目とさばさばした性格で男女問わず人気が高い。小さくてかわいいものが大好き。運動神経は抜群で趣味はツーリング。星羅とは幼馴染の関係。
薬師寺久遠（やくしじくおん）（声：渡部恵子）
桃桜高校3年A組出席番号41番。誕生日は2月1日。星座はみずがめ座。血液型はAB型。ポンコツなお嬢様であるが、女優として活躍している。人気ヒーロー番組「無限邂逅メガロマリア」で主人公・篝火真里亜を演じている。
成瀬タクト（なるせたくと）、成瀬詩季（なるせしき）（声：峯田茉優）
令法高校3年A組出席番号20番（タクト）、21番（詩季）。誕生日は6月10日。星座はふたご座。血液型はO型。双子の姉妹でタクトは姉、詩季は妹。タクトは音楽プロダクションに所属し天才作曲家として活躍し、独特の感性を持っている。歌姫のユエのわがままに振り回されているが信頼関係を築いている。在学はしているものの出席日数はぎりぎりである。詩季はタクトの翻訳係として公私にわたってサポートする。口数は少ないマイペースな性格であるが常識人。自分で決断するのは苦手。
如月ユエ（きさらぎゆえ）（声：秋奈）
聖アイリス女学園高等部3年A組出席番号7番。誕生日は11月19日。星座はさそり座。血液型はA型。絶賛売り出し中のカリスマ歌姫。病気で入院中の病床で動画配信を行っていた際天才作曲家ナルセタクトの目に留まり「月」の名でデビュー。高校生であるが飲酒可能な年齢である。正体を隠し学校には通学している。
虹村映美（にじむらえいみ）（声：相良茉優）
令法高校1年C組出席番号23番。誕生日は3月3日。星座はうお座。血液型はB型。フィールドワークと称して庭園内の学生たちの特ダネを探し回るパパラッチ。フリーペーパー「庭園日誌」の記者で写真に記録するためカメラを持ち歩いている。